# Premier League Cup
Premier League Cup – angielskie piłkarskie rozgrywki prowadzone przez Premier League dla drużyn do lat 21.

## Historia
Zostały ustanowione w 2013 roku jako U21 Premier League Cup, odpowiednik FA Youth Cup (rozgrywek do lat 18, które odbywają się od 1952 roku), ale prowadzony przez Premier League, a nie przez The Football Association. W 2016 roku przedział wiekowy rozgrywek został podniesiony do drużyn do lat 23, a nazwa zmieniona na Premier League Cup.
W 2017 roku Premier League wprowadziła U18 Premier League Cup oraz U16 Premier League Cup (które w 2020 roku zostały zmienione na U17 Premier League Cup) dla odpowiednich grup wiekowych.
W 2022 roku limit wieku ponownie zmieniono na do lat 21, aby dostosować się do zmian w Premier League 2.